# Liste der Monuments historiques in Créteil
Die Liste der Monuments historiques in Créteil führt die Monuments historiques in der französischen Stadt Créteil auf.

## Liste der Bauwerke
| Bezeichnung          | Beschreibung | Standort                     | Kennzeichnung | Schutzstatus | Datum | Bild           |
| -------------------- | ------------ | ---------------------------- | ------------- | ------------ | ----- | -------------- |
| Taubenturm           |              | 18bis, rue des Mèches (Lage) | PA00079872    | Inscrit      | 1972  | weitere Bilder |
| Kirche St-Christophe |              | 5, avenue de Verdun (Lage)   | PA00079873    | Inscrit      | 1928  | weitere Bilder |

## Liste der Objekte
- Monuments historiques (Objekte) in Créteil in der Base Palissy des französischen Kultusministeriums